# Rosemary Butler
Dame Rosemary Janet Mair Butler (Much Wenlock, 21 gennaio 1943) è una politica gallese.
Dal 2011 al 2016 è stata Presidente dell'Assemblea nazionale per il Galles.